# Szaman (singel)
Szaman – utwór polskiego rapera Palucha, wydany w październiku 2016 roku, pochodzący z albumu Ostatni krzyk osiedla.
Nagranie uzyskało certyfikat diamentowej płyty (2021). Utwór zdobył ponad 114 milionów wyświetleń w serwisie YouTube (2023) oraz ponad 25 milionów odsłuchań w serwisie Spotify (2023).
Producentem utworu jest Kamil ‘PSR’ Pisarski.

## Twórcy
- Paluch – słowa[1][2]
- Kamil ‘PSR’ Pisarski – producent[1]